# مگان بلیک
مگان بلیک (به انگلیسی: Megan Blake) بازیگر آمریکایی است.
از کارهای معروف او می‌توان به بازی در فیلم پی.یو.ان.کی.اس اشاره کرد.